# Morti il 29 aprile
| Questa pagina contiene informazioni ricavate automaticamente dalle voci biografiche con l'ausilio del template Bio e di un bot. L'aggiornamento è periodico e automatico e ricostruisce completamente la pagina. Se manca una persona in questa lista, sei pregato di non aggiungerla, ma accertati piuttosto che la sua voce biografica contenga il template Bio e che i dati anagrafici siano correttamente compilati. Se il template Bio manca, inseriscilo tu stesso o, in alternativa, metti l'avviso {{tmp\|Bio}} che ne segnala la mancanza. Se i dati riportati sono sbagliati, correggi direttamente la voce biografica; le modifiche saranno visibili in questa lista entro pochi giorni. Per chiarimenti vedi il progetto biografie. La lista contiene solo le 508 persone che sono citate nell'enciclopedia e per le quali è stato implementato correttamente il template Bio. Pagina aggiornata al 5 ago 2025. |

## I secolo(1)
- 68 - Torpete, santo romano

## IV secolo(1)
- 400 - Severo di Napoli, vescovo romano

## VI secolo(1)
- 505 - Giovanni I, vescovo greco antico

## IX secolo(2)
- 850 - Amalario di Metz, arcivescovo, teologo e diplomatico francese
- 895 - Guibodo, vescovo italiano (n. 820)

## XII secolo(1)
- 1166 - Giovanni V di Alessandria, vescovo cristiano orientale egiziano

## XIII secolo(1)
- 1282 - Guillaume de Bray, cardinale francese

## XIV secolo(4)
- 1326 - Bianca di Borgogna, regina
- 1347 - Maria di Navarra, principessa (n. 1330)
- 1380 - Caterina da Siena, religiosa, teologa e filosofa italiana (n. 1347)
- 1382 - Cunegonda di Orlamünde, religiosa tedesca (n. 1303)

## XV secolo(2)
- 1404 - Antonio II da Montefeltro, condottiero italiano (n. 1348)
- 1417 - Bonifacio Ferreri, monaco cristiano, giurista e scrittore spagnolo (n. 1355)

## XVI secolo(9)
- 1503 - Silvestro Calandra, italiano
- 1522 - Pietro II Cardona, nobile, politico e militare italiano
- 1541 - Johann Gramann, teologo tedesco (n. 1487)
- 1557 - Lautaro, generale nativo americano
- 1559 - Francesco Ottone di Brunswick-Lüneburg, nobile tedesco (n. 1530)
- 1566 - Jean Suau, cardinale e vescovo cattolico francese (n. 1503)
- 1573 - Guillaume Le Testu, cartografo francese (n. 1509)
- 1579 - Diego de Landa, vescovo cattolico spagnolo (n. 1524)
- 1594 - Settimio Borsari, vescovo cattolico italiano

## XVII secolo(20)
- 1608 - Maria Anna di Baviera, principessa (n. 1551)
- 1631 - Ulisse Giocchi, pittore italiano
- 1648 - John Forbes, teologo scozzese (n. 1593)
- 1649 - Dodo, principe e generale cinese (n. 1614)
- 1655 - Cornelis Schut I, pittore, disegnatore e incisore fiammingo (n. 1597)
- 1656 - Baccio del Bianco, pittore, architetto e scenografo italiano (n. 1604)
- 1657 - Jacques Stella, pittore francese (n. 1596)
- 1658 - John Cleveland, poeta inglese (n. 1613)
- 1659 - Louis de Sainte-Marthe, storico e umanista francese (n. 1571)
- 1663 - Margherita Violante di Savoia, principessa italiana (n. 1635)
- 1669 - Matteo Parisi, medico italiano
- 1671 - Basilio di Ostrog, vescovo ortodosso e santo serbo (n. 1610)
- 1674 - Pietro Martire Rusca, vescovo cattolico, filosofo e scrittore italiano (n. 1615)
- 1675 - John Seymour, IV duca di Somerset, nobile inglese
- 1676 - Michiel de Ruyter, ammiraglio olandese (n. 1607)
- 1680 - Nicolas Cotoner, militare spagnolo (n. 1608)
- 1685 - Luc d'Achery, monaco cristiano e storico francese (n. 1609)
- 1691 - Giacomo Ruffo, arcivescovo cattolico italiano (n. 1618)
- 1691 - Kaspar Jodok von Stockalper, mercante svizzero (n. 1609)
- 1700 - Pieter van Roestraeten, pittore e disegnatore olandese (n. 1630)

## XVIII secolo(33)
- 1701 - Marco Alessandro del Borro, politico e funzionario italiano
- 1710 - Giacomo Falconetti, vescovo cattolico italiano (n. 1656)
- 1711 - Tolomeo III Saverio Gallio, VI duca di Alvito, nobile italiano (n. 1685)
- 1712 - Juan Cabanilles, organista e compositore spagnolo (n. 1644)
- 1720 - Erdmute Dorotea di Sassonia-Zeitz, principessa tedesca (n. 1661)
- 1723 - Antonio Gaspari, architetto italiano (n. 1656)
- 1732 - Giovanni Maria Farina, mercante e profumiere italiano
- 1734 - Elisabetta Piccini, incisore e religiosa italiana (n. 1644)
- 1737 - Giambattista Ripa Buschetti di Giaglione, nobile italiano (n. 1672)
- 1739 - Giuseppe di Lorena, conte di Harcourt, nobile francese (n. 1679)
- 1740 - Cristoforo Benedetti, architetto e scultore italiano (n. 1657)
- 1743 - Charles-Irénée Castel de Saint-Pierre, scrittore e filosofo francese (n. 1658)
- 1743 - Michel-Charles Le Cène, editore e tipografo francese
- 1750 - Egid Quirin Asam, architetto e scultore tedesco (n. 1692)
- 1754 - Giovanni Battista Piazzetta, pittore italiano (n. 1682)
- 1754 - Alessandro Tanara, cardinale italiano (n. 1681)
- 1757 - Frédéric-Jérôme de La Rochefoucauld, cardinale, arcivescovo cattolico e abate francese (n. 1701)
- 1762 - Giuseppe Guglielmo Ernesto di Fürstenberg, principe (n. 1699)
- 1765 - Giovanni Claudio Fromond, matematico, fisico e filosofo italiano (n. 1703)
- 1768 - Georg Brandt, chimico e mineralogista svedese (n. 1694)
- 1768 - Filippo della Valle, scultore italiano (n. 1698)
- 1771 - Louis Petit de Bachaumont, scrittore francese (n. 1690)
- 1777 - Antonio Joli, pittore e scenografo italiano (n. 1700)
- 1780 - Claude Joseph Dorat, scrittore, poeta e drammaturgo francese (n. 1734)
- 1781 - Paolo Saverio di Zinno, scultore italiano (n. 1718)
- 1783 - Bernardo Tanucci, giurista e politico italiano (n. 1698)
- 1784 - Agustín de Jáuregui, militare e politico spagnolo (n. 1711)
- 1790 - Charles-Nicolas Cochin, pittore, scrittore e disegnatore francese (n. 1715)
- 1793 - John Michell, astronomo, geologo e fisico inglese (n. 1724)
- 1798 - Nikolaus Poda von Neuhaus, entomologo austriaco (n. 1723)
- 1799 - Giovanni Adolfo di Sassonia-Gotha-Altenburg, nobile tedesco (n. 1721)
- 1799 - Giuseppe Vanelli, presbitero e giornalista svizzero
- 1800 - Johann Christian Fischer, compositore e musicista tedesco (n. 1733)

## XIX secolo(53)
- 1803 - Thomas Jones, pittore britannico (n. 1742)
- 1803 - Carlo Felice Soave, architetto svizzero (n. 1749)
- 1804 - Edoardo Ignazio Calvo, poeta e medico italiano (n. 1773)
- 1805 - Lorens Pasch il Giovane, pittore svedese (n. 1733)
- 1810 - Margarete Luise Schick, soprano tedesca (n. 1773)
- 1815 - James Stuart, generale britannico (n. 1741)
- 1816 - Francesco Rodrigo Moncada Branciforte, nobile e militare italiano (n. 1762)
- 1817 - Saverio Granata, vescovo cattolico italiano (n. 1741)
- 1823 - Francesco Favi, diplomatico e mecenate italiano (n. 1749)
- 1827 - Rufus King, diplomatico e politico statunitense (n. 1755)
- 1827 - Deborah Sampson, militare statunitense (n. 1760)
- 1831 - Giuseppe Pietro Bagetti, pittore e architetto italiano (n. 1764)
- 1840 - Pierre Jean Robiquet, chimico francese (n. 1780)
- 1841 - Aloysius Bertrand, poeta francese (n. 1807)
- 1841 - Antonio Kim Song-u, religioso coreano (n. 1795)
- 1847 - Victoire Brielle, religiosa francese (n. 1815)
- 1847 - Giovanni Carmignani, giurista italiano (n. 1768)
- 1851 - Vincenzo Andriani, medico e archeologo italiano (n. 1788)
- 1851 - Fortunée Hamelin, francese (n. 1776)
- 1854 - Henry William Paget, I marchese di Anglesey, militare e politico britannico (n. 1768)
- 1858 - Giovanni Domenico Mensini, vescovo cattolico italiano (n. 1801)
- 1862 - Felice De Vecchi, pittore, viaggiatore e patriota italiano (n. 1816)
- 1862 - Pietro Ronzoni, pittore italiano (n. 1781)
- 1864 - Charles Julien Brianchon, matematico francese (n. 1783)
- 1864 - Abraham Pineo Gesner, medico e geologo canadese (n. 1797)
- 1865 - Luigi Mola di Larizzate, nobile italiano (n. 1779)
- 1866 - Joseph Dixon, arcivescovo cattolico irlandese (n. 1806)
- 1867 - Achilles Bischoff, politico e dirigente d'azienda svizzero (n. 1795)
- 1868 - Karl Maria von Aretin, storico, diplomatico e politico tedesco (n. 1796)
- 1870 - Anatolio Demidoff, imprenditore russo (n. 1812)
- 1870 - Juan Crisóstomo Falcón, politico venezuelano (n. 1820)
- 1872 - Domenico Abatemarco, magistrato, politico e patriota italiano
- 1872 - Jean-Marie Duhamel, matematico, fisico e insegnante francese (n. 1797)
- 1873 - Cesare Arnaud di San Salvatore, militare e politico italiano (n. 1797)
- 1873 - James Robert Hope-Scott, politico scozzese (n. 1812)
- 1873 - Ignazio Marini, basso italiano (n. 1811)
- 1876 - Gennadij Ivanovič Nevel'skoj, navigatore e esploratore russo (n. 1813)
- 1878 - Andrea Lissoni, politico italiano (n. 1807)
- 1878 - Emmanuel-Jean-François Verrolles, missionario e vescovo cattolico francese (n. 1805)
- 1879 - Teobaldo Cesari, abate italiano (n. 1804)
- 1880 - Franz Eybl, pittore austriaco (n. 1806)
- 1882 - John Nelson Darby, religioso inglese (n. 1800)
- 1883 - Franz Hermann Schulze-Delitzsch, politico, economista e banchiere tedesco (n. 1808)
- 1884 - Michael Thomas Bass, politico e imprenditore britannico (n. 1799)
- 1884 - Michele Costa, compositore e direttore d'orchestra italiano (n. 1808)
- 1884 - Francesco Pellico, presbitero italiano (n. 1802)
- 1887 - Giuseppe Tirelli, prefetto e politico italiano (n. 1813)
- 1891 - Vincenzo Errante, patriota, politico e letterato italiano (n. 1813)
- 1893 - Gustave Nadaud, poeta francese (n. 1820)
- 1894 - Giuseppe Battaglini, matematico italiano (n. 1826)
- 1896 - Jean-Barthélemy Hauréau, storico, filologo e politico francese (n. 1812)
- 1898 - Adolphe Appian, pittore e incisore francese (n. 1818)
- 1899 - Luciano Raveggi, patriota italiano (n. 1837)

## XX secolo(225)
- 1903 - Paul Du Chaillu, antropologo, zoologo e esploratore statunitense (n. 1831)
- 1903 - Emily Stowe, medico canadese (n. 1831)
- 1903 - Augusto Carlos Teixeira de Aragão, storico, numismatico e archeologo portoghese (n. 1823)
- 1904 - Nellie Farren, attrice e cantante britannica (n. 1848)
- 1904 - Karl von Pfusterschmid-Hardtenstein, diplomatico e nobile austriaco (n. 1826)
- 1905 - Ignacio Cervantes, compositore cubano (n. 1847)
- 1905 - Charles Cordier, scultore francese (n. 1827)
- 1905 - Edmund Beckett, I barone Grimthorpe, avvocato e architetto inglese (n. 1816)
- 1907 - Dudley FitzGerald-de Ros, XXIII barone de Ros, generale inglese (n. 1827)
- 1911 - Giorgio di Schaumburg-Lippe, sovrano tedesco (n. 1846)
- 1911 - Eugenio Scamporlino, religioso e presbitero italiano (n. 1827)
- 1912 - Henri Bouckaert, canottiere francese (n. 1870)
- 1912 - Ferruccio Garavaglia, attore italiano (n. 1868)
- 1912 - Ṣubḥ-i Azal, religioso persiano (n. 1831)
- 1913 - Erich Schmidt, storico della letteratura tedesco (n. 1853)
- 1914 - Alessandro Franchi, pittore italiano (n. 1838)
- 1914 - Giuseppe de Blasiis, storico e patriota italiano (n. 1832)
- 1915 - Cesare Pirzio Biroli, militare italiano (n. 1863)
- 1915 - Salvador Viniegra, pittore spagnolo (n. 1862)
- 1915 - Şehzade Mehmed Selaheddin, principe ottomano (n. 1861)
- 1916 - Lestocq Robert Erskine, tennista britannico (n. 1857)
- 1916 - Jørgen Pedersen Gram, matematico danese (n. 1850)
- 1916 - Alois Meichsner von Meichsenau, ingegnere e architetto croato (n. 1847)
- 1917 - Vladimir Francevič Ėrn, filosofo russo (n. 1882)
- 1918 - Giuseppe Brambilla, ciclista su strada italiano (n. 1888)
- 1918 - Saverio De Bellis, imprenditore italiano (n. 1833)
- 1918 - Stefano Gatti-Casazza, imprenditore, militare e politico italiano (n. 1840)
- 1918 - Guilherme de Santa-Rita, pittore portoghese (n. 1889)
- 1918 - Barbu Ștefănescu Delavrancea, scrittore rumeno (n. 1858)
- 1919 - Frank Crisp, avvocato britannico (n. 1843)
- 1921 - Annie Edson Taylor, insegnante statunitense (n. 1838)
- 1923 - Guido Podrecca, politico e giornalista italiano (n. 1865)
- 1925 - Albin Haller, chimico francese (n. 1849)
- 1926 - Rudolph Tesiny, lottatore statunitense (n. 1881)
- 1927 - Auguste François-Marie Gorguet, pittore, incisore e illustratore francese (n. 1862)
- 1928 - Antonio Guiducci, politico italiano (n. 1849)
- 1929 - Viola Lane-Fox, nobildonna inglese (n. 1865)
- 1929 - Stepa Stepanović, generale e politico serbo (n. 1856)
- 1930 - Pietro Agosti, ingegnere italiano (n. 1873)
- 1930 - Giuliano Donati Petténi, poeta e scrittore italiano (n. 1894)
- 1930 - Francisco dos Santos, scultore, pittore e calciatore portoghese (n. 1878)
- 1930 - Israel Schiffmann, compositore di scacchi russo (n. 1903)
- 1931 - Tommaso Vitrioli, pittore italiano (n. 1857)
- 1932 - Louis Mercanton, regista cinematografico e sceneggiatore svizzero (n. 1879)
- 1932 - José Félix Uriburu, generale e politico argentino (n. 1868)
- 1933 - Anagarika Dharmapala, scrittore cingalese (n. 1864)
- 1933 - Konstantinos Kavafis, poeta e giornalista greco (n. 1863)
- 1934 - Karel Steiner, calciatore cecoslovacco (n. 1895)
- 1935 - Leroy Carr, cantante, compositore e pianista statunitense (n. 1905)
- 1937 - Wallace Carothers, chimico statunitense (n. 1896)
- 1937 - Renato Fabrizi, antifascista italiano (n. 1910)
- 1937 - Harry Stapley, calciatore inglese (n. 1883)
- 1937 - Bruno Vittori, militare e aviatore italiano (n. 1910)
- 1937 - Mary Wyndham, nobildonna inglese (n. 1862)
- 1938 - Aleksandra L'vovna Sokolovskaja, politica e rivoluzionaria russa (n. 1872)
- 1940 - Giovanni Ambiveri, imprenditore e filantropo italiano (n. 1857)
- 1940 - Edgar Buckingham, fisico, matematico e chimico statunitense (n. 1867)
- 1940 - Giuseppe Cellini, pittore e decoratore italiano (n. 1855)
- 1940 - Ole Lilloe-Olsen, tiratore a segno norvegese (n. 1883)
- 1940 - Josef Pasternack, direttore d'orchestra e compositore polacco (n. 1881)
- 1943 - Joseph Achron, compositore e violinista russo (n. 1886)
- 1943 - Wilhelm Johann Schlenk, chimico tedesco (n. 1879)
- 1943 - Ricardo Viñes, pianista e insegnante spagnolo (n. 1875)
- 1944 - Pietro Benedetti, partigiano italiano (n. 1902)
- 1944 - Billy Bitzer, regista e fotografo statunitense (n. 1874)
- 1944 - Bernardino Machado, politico e diplomatico portoghese (n. 1851)
- 1944 - Pëtr Stoljarskij, violinista e insegnante sovietico (n. 1871)
- 1944 - Walter Tabacchi, partigiano e marinaio italiano (n. 1917)
- 1945 - Giuseppe Bazzeghin, calciatore italiano (n. 1897)
- 1945 - Carlo Borsani, militare, giornalista e poeta italiano (n. 1917)
- 1945 - Hans Brausewetter, attore tedesco (n. 1899)
- 1945 - Tullio Calcagno, presbitero e giornalista italiano (n. 1899)
- 1945 - Giuseppe Cianino, militare italiano (n. 1909)
- 1945 - Luciano Dal Cero, partigiano italiano (n. 1915)
- 1945 - Giuseppe De Monte, militare e partigiano italiano (n. 1923)
- 1945 - Harald Dohrn, tedesco (n. 1885)
- 1945 - Matthias Kleinheisterkamp, generale tedesco (n. 1893)
- 1945 - Malcolm McGregor, attore statunitense (n. 1892)
- 1945 - George Sidney, attore ungherese (n. 1877)
- 1945 - Giuseppe Solaro, politico e militare italiano (n. 1914)
- 1945 - Achille Starace, generale, politico e dirigente sportivo italiano (n. 1889)
- 1945 - Adriano Visconti, ufficiale italiano (n. 1915)
- 1945 - Primo Visentin, partigiano italiano (n. 1913)
- 1945 - Heinrich Wicker, militare tedesco (n. 1921)
- 1946 - Frédérich Bataille, poeta, insegnante e micologo francese (n. 1850)
- 1946 - Joseph Byron Totten, regista, attore e sceneggiatore statunitense (n. 1870)
- 1947 - Pio Calletti, funzionario e politico italiano (n. 1874)
- 1947 - Karel Čurda, militare cecoslovacco (n. 1911)
- 1947 - Irving Fisher, economista e statistico statunitense (n. 1867)
- 1948 - Lajos Keresztes-Fischer, generale ungherese (n. 1884)
- 1949 - Gabriele Parolari, generale e politico italiano (n. 1890)
- 1949 - Lazzaro Pasini, pittore italiano (n. 1861)
- 1949 - Alfredo Protti, pittore italiano (n. 1882)
- 1949 - Fabian Ware, generale e giornalista inglese (n. 1869)
- 1950 - Peter Eduard Crasemann, generale tedesco (n. 1891)
- 1951 - Vijaysinhji Chhatrasinhji, principe indiano (n. 1890)
- 1951 - Gerald Logan, hockeista su prato britannico (n. 1879)
- 1951 - Ludwig Wittgenstein, filosofo e logico austriaco (n. 1889)
- 1952 - Manuel Portela Valladares, storico e politico spagnolo (n. 1867)
- 1953 - William Kirschbaum, nuotatore statunitense (n. 1902)
- 1953 - Moïse Kisling, pittore polacco (n. 1891)
- 1953 - Alice Prin, modella, attrice e scrittrice francese (n. 1901)
- 1954 - Ignazio Fiore, scacchista italiano (n. 1903)
- 1954 - Joe May, regista, produttore cinematografico e sceneggiatore austriaco (n. 1880)
- 1955 - Marcello Manni, giornalista, compositore e militare italiano (n. 1899)
- 1956 - Harold Bride, ufficiale britannico (n. 1890)
- 1956 - Wilhelm Ritter von Leeb, generale tedesco (n. 1876)
- 1956 - Giuseppe Ferdinando Piana, pittore italiano (n. 1864)
- 1957 - Heinrich von Ficker, meteorologo, geofisico e alpinista austriaco (n. 1881)
- 1957 - Itala Mela, mistica, teologa e religiosa italiana (n. 1904)
- 1957 - Lucien Pothier, ciclista su strada francese (n. 1883)
- 1957 - Nicolò Schirò, mafioso italiano (n. 1872)
- 1958 - Luigi Colombetti, maestro di scherma italiano (n. 1872)
- 1958 - Louis Mussillon, alpinista italiano (n. 1870)
- 1958 - Olav Navestad, calciatore norvegese (n. 1910)
- 1958 - Livio Pavanelli, attore, sceneggiatore e regista italiano (n. 1881)
- 1958 - Otto Roehm, lottatore statunitense (n. 1882)
- 1959 - Kenneth Arthur Noel Anderson, generale britannico (n. 1891)
- 1959 - Alfred Lind, regista, direttore della fotografia e sceneggiatore danese (n. 1879)
- 1959 - Thayaht, artista italiano (n. 1893)
- 1960 - Colin Stanley Gum, astronomo australiano (n. 1924)
- 1960 - Nguyễn Lộc, artista marziale vietnamita (n. 1912)
- 1961 - Cisco Houston, cantautore statunitense (n. 1918)
- 1961 - Miff Mole, trombonista e direttore d'orchestra statunitense (n. 1898)
- 1961 - Raffaele Petti, politico italiano (n. 1882)
- 1962 - Massimo Pilotti, giurista e magistrato italiano (n. 1879)
- 1962 - Armande de Polignac, compositrice francese (n. 1876)
- 1963 - Michele Guerrisi, scultore italiano (n. 1893)
- 1964 - Wenceslao Fernández Flórez, scrittore e giornalista spagnolo (n. 1885)
- 1964 - Albert Fox, scacchista statunitense (n. 1881)
- 1964 - J.M. Kerrigan, attore irlandese (n. 1884)
- 1964 - Constance Knox, nobildonna inglese (n. 1885)
- 1964 - Lukas Nielsen, ginnasta danese (n. 1885)
- 1966 - Eugene O'Brien, attore statunitense (n. 1880)
- 1966 - Blaine Sexton, hockeista su ghiaccio britannico (n. 1892)
- 1966 - Paula Strasberg, attrice teatrale e insegnante statunitense (n. 1909)
- 1967 - Anthony Mann, regista e attore teatrale statunitense (n. 1906)
- 1967 - J. B. Lenoir, chitarrista statunitense (n. 1929)
- 1968 - Ottorino Bojardi, calciatore italiano (n. 1898)
- 1968 - Anthony Boucher, scrittore statunitense (n. 1911)
- 1969 - Gino Custer De Nobili, poeta italiano (n. 1881)
- 1969 - Giorgio Kaisserlian, critico d'arte e gallerista italiano
- 1969 - Julius Katchen, pianista statunitense (n. 1926)
- 1969 - Bella Dodd, attivista statunitense (n. 1904)
- 1970 - Forrest DeBernardi, cestista statunitense (n. 1899)
- 1970 - Bill Deacon, hockeista su ghiaccio canadese (n. 1910)
- 1971 - Billy Wood, lottatore britannico (n. 1886)
- 1972 - Isak Abrahamsen, ginnasta norvegese (n. 1891)
- 1972 - Ntare Ndizeye, sovrano burundese (n. 1947)
- 1972 - Juti Ravenna, pittore e critico d'arte italiano (n. 1897)
- 1973 - Hanna Chrzanowska, infermiera polacca (n. 1902)
- 1973 - Franco Lipizer, calciatore e pittore italiano (n. 1901)
- 1973 - Jan Verheijen, sollevatore olandese (n. 1896)
- 1974 - Brian Robertson, I barone Robertson, generale inglese (n. 1896)
- 1974 - Reidar Høilund, calciatore norvegese (n. 1901)
- 1974 - Antonius Montfoort, schermidore olandese (n. 1902)
- 1976 - Johan Willem Beyen, politico olandese (n. 1897)
- 1977 - Gianni Cucelli, tennista italiano (n. 1916)
- 1977 - Amelio Lami, calciatore italiano (n. 1915)
- 1977 - Nello Niccoli, militare e partigiano italiano (n. 1890)
- 1978 - Vito Maria Buscaino, psichiatra italiano (n. 1887)
- 1978 - Theo Helfrich, pilota automobilistico tedesco (n. 1913)
- 1978 - Giacomo Vaghi, basso italiano (n. 1901)
- 1979 - Fred Coe, regista e produttore televisivo statunitense (n. 1914)
- 1980 - Emilio Barsotti, presbitero, scrittore e partigiano italiano (n. 1890)
- 1980 - William Clemens, regista e montatore statunitense (n. 1905)
- 1980 - Alfred Hitchcock, regista e produttore cinematografico britannico (n. 1899)
- 1980 - Giovanni Host-Venturi, politico, storico e generale italiano (n. 1892)
- 1981 - Felix Pollaczek, matematico austriaco (n. 1892)
- 1981 - Mabel Trunnelle, attrice statunitense (n. 1879)
- 1982 - Raymond Bussières, attore, scrittore e produttore cinematografico francese (n. 1907)
- 1982 - Elmer Ripley, cestista e allenatore di pallacanestro statunitense (n. 1891)
- 1983 - Stanislao Ceschi, politico italiano (n. 1903)
- 1983 - Anatolij Vasil'evič Ljapidevskij, aviatore sovietico (n. 1908)
- 1983 - Tommaso Palamidessi, astrologo e esoterista italiano (n. 1915)
- 1984 - Sulo Salmi, ginnasta finlandese (n. 1914)
- 1985 - Guerrino Lenarduzzi, medico e radiologo italiano (n. 1902)
- 1986 - Glen Byam Shaw, attore, regista teatrale e direttore artistico britannico (n. 1904)
- 1986 - Edwin Graves, canottiere statunitense (n. 1897)
- 1986 - Raúl Prebisch, economista argentino (n. 1901)
- 1987 - Gus Johnson, cestista e allenatore di pallacanestro statunitense (n. 1938)
- 1987 - Philip Lombardo, mafioso statunitense (n. 1908)
- 1987 - Angelo Scalzone, tiratore a volo italiano (n. 1931)
- 1987 - Harry Wolff, pugile svedese (n. 1905)
- 1988 - James McCracken, tenore statunitense (n. 1926)
- 1988 - Jakob Tuggener, fotografo, regista e pittore svizzero (n. 1904)
- 1989 - József Ijjas, arcivescovo cattolico ungherese (n. 1901)
- 1990 - Tullio Aliatis, calciatore italiano (n. 1905)
- 1990 - Max Bense, filosofo e scrittore tedesco (n. 1910)
- 1991 - Gonzaguinha, musicista e cantante brasiliano (n. 1945)
- 1991 - Jackie Searl, attore statunitense (n. 1921)
- 1992 - Mae Clarke, attrice statunitense (n. 1910)
- 1993 - Michael Gordon, regista statunitense (n. 1909)
- 1993 - Cy Howard, sceneggiatore, produttore cinematografico e regista statunitense (n. 1915)
- 1993 - Guglielmo Petroni, scrittore e pittore italiano (n. 1911)
- 1993 - Fernand Prudhomme, cestista francese (n. 1916)
- 1993 - Mick Ronson, chitarrista britannico (n. 1946)
- 1993 - Robert Bertram Serjeant, orientalista scozzese (n. 1915)
- 1994 - Marcel Bernard, tennista francese (n. 1914)
- 1994 - Jimmy Darden, cestista e allenatore di pallacanestro statunitense (n. 1922)
- 1994 - Ignacio F. Iquino, regista, sceneggiatore e produttore cinematografico spagnolo (n. 1910)
- 1994 - Russell Kirk, politologo, filosofo e critico letterario statunitense (n. 1918)
- 1994 - Luis Noboa Naranjo, imprenditore ecuadoriano (n. 1916)
- 1994 - Bill Quinn, attore statunitense (n. 1912)
- 1995 - Talley Beatty, coreografo, ballerino e insegnante statunitense (n. 1918)
- 1995 - Filipponio, cantautore e musicista italiano (n. 1944)
- 1995 - Charles McGinnis, astista statunitense (n. 1906)
- 1995 - Martin Jessop Price, numismatico e antiquario britannico (n. 1939)
- 1996 - Günter Gräwert, attore e regista tedesco (n. 1930)
- 1996 - Claude Overton, cestista, giocatore di baseball e allenatore di pallacanestro statunitense (n. 1927)
- 1996 - François Picard, pilota automobilistico francese (n. 1921)
- 1997 - Kō Nishimura, attore giapponese (n. 1923)
- 1998 - Antonio Carbonaro, sociologo italiano (n. 1927)
- 1998 - Samuel Cummings, imprenditore statunitense (n. 1927)
- 1998 - Harold Devine, pugile statunitense (n. 1909)
- 1998 - Italia Lucchini, velocista italiana (n. 1918)
- 1999 - Les Bennett, calciatore inglese (n. 1918)
- 1999 - Bernhard Cuiper, cestista tedesco (n. 1913)
- 1999 - Denzō Ishizaki, supercentenario giapponese
- 1999 - Börge Lindau, designer svedese (n. 1932)
- 1999 - Giorgio Padoan, filologo e critico letterario italiano (n. 1933)
- 1999 - Arvo Viitanen, fondista finlandese (n. 1924)
- 2000 - Antonio Buero Vallejo, drammaturgo spagnolo (n. 1916)
- 2000 - Phạm Văn Đồng, politico vietnamita (n. 1906)
- 2000 - Italo Zingarelli, produttore cinematografico, regista e sceneggiatore italiano (n. 1930)

## XXI secolo(155)
- 2001 - Barend Biesheuvel, politico olandese (n. 1920)
- 2001 - Fritz Hartnagel, militare e giurista tedesco (n. 1917)
- 2001 - Rita Hunter, soprano inglese (n. 1933)
- 2001 - Marcella Olschki, scrittrice e giornalista italiana (n. 1921)
- 2002 - Sune Andersson, calciatore e allenatore di calcio svedese (n. 1921)
- 2002 - Stan Lynn, calciatore inglese (n. 1928)
- 2003 - Janko Bobetko, generale croato (n. 1919)
- 2004 - Gaetano Badalamenti, mafioso italiano (n. 1923)
- 2004 - Giovanni Calegari, calciatore e allenatore di calcio italiano (n. 1932)
- 2004 - Filippo Cavalli, calciatore italiano (n. 1921)
- 2004 - Emil Klein, violoncellista e direttore d'orchestra rumeno (n. 1955)
- 2005 - Nerina Bertolini, cestista italiana (n. 1912)
- 2005 - Vernon DeMars, architetto e insegnante statunitense (n. 1908)
- 2005 - Mimmo Fusco, giornalista e telecronista sportivo italiano (n. 1947)
- 2005 - Pentti Laaksonen, cestista finlandese (n. 1929)
- 2005 - Antonio Russi, critico letterario italiano (n. 1916)
- 2005 - Gustave Van Overloop, ciclista su strada belga (n. 1918)
- 2006 - Giorgio Casalino, sindacalista e politico italiano (n. 1919)
- 2006 - John Kenneth Galbraith, economista, funzionario e diplomatico canadese (n. 1908)
- 2006 - Siegfried Joksch, calciatore austriaco (n. 1917)
- 2006 - Shankar Laxman, hockeista su prato indiano (n. 1933)
- 2006 - Domenico Luzzara, dirigente sportivo italiano (n. 1922)
- 2006 - Robert Plutchik, psicologo statunitense (n. 1927)
- 2006 - Alvin Swauger White, militare e aviatore statunitense (n. 1918)
- 2007 - Kazimierz Jan Majdański, arcivescovo cattolico polacco (n. 1916)
- 2007 - Margherita Moriondo Lenzini, storica dell'arte italiana (n. 1923)
- 2007 - Gianni Nicoletti, francesista e traduttore italiano (n. 1924)
- 2007 - Joseph Nérette, giudice e politico haitiano (n. 1924)
- 2007 - George Pinker, ginecologo britannico (n. 1924)
- 2007 - Walter Psenner, imprenditore italiano (n. 1948)
- 2007 - Ted Purdon, calciatore sudafricano (n. 1930)
- 2007 - Ivica Račan, politico croato (n. 1944)
- 2007 - José de Huéscar, fumettista spagnolo (n. 1938)
- 2008 - Karl Beckson, critico letterario e saggista statunitense (n. 1926)
- 2008 - Bo Yang, scrittore cinese (n. 1920)
- 2008 - Ernesto Bonino, cantante italiano (n. 1922)
- 2008 - Gordon Bradley, allenatore di calcio e calciatore inglese (n. 1933)
- 2008 - Chuck Daigh, pilota automobilistico statunitense (n. 1923)
- 2008 - Hassan Dehqani-Tafti, vescovo anglicano iraniano (n. 1920)
- 2008 - Albert Hofmann, chimico svizzero (n. 1906)
- 2008 - Mo Mahoney, cestista e allenatore di pallacanestro statunitense (n. 1927)
- 2008 - Charles Tilly, sociologo, politologo e storico statunitense (n. 1929)
- 2009 - Tom McGrath, drammaturgo, pianista e poeta scozzese (n. 1940)
- 2009 - Maurilio Prini, allenatore di calcio e calciatore italiano (n. 1932)
- 2010 - Beppe Berti, giornalista italiano (n. 1926)
- 2010 - Audrey Williamson, velocista britannica (n. 1926)
- 2011 - Waldemar Baszanowski, sollevatore polacco (n. 1935)
- 2011 - Giuseppe Dalla Santa, fumettista italiano (n. 1950)
- 2011 - Robert B. Duncan, politico statunitense (n. 1920)
- 2011 - Vladimir Krajnev, pianista russo (n. 1944)
- 2011 - Siamak Pourzand, giornalista e critico cinematografico iraniano (n. 1931)
- 2011 - Joanna Russ, autrice di fantascienza statunitense (n. 1937)
- 2012 - Amarillo Slim, giocatore di poker statunitense (n. 1928)
- 2012 - Éric Charden, cantante, cantautore e scrittore francese (n. 1942)
- 2012 - Wiesław Chrzanowski, politico, avvocato e insegnante polacco (n. 1923)
- 2012 - Dick van Geet, scacchista olandese (n. 1932)
- 2012 - Shukri Ghanem, politico libico (n. 1942)
- 2012 - Joel Goldsmith, compositore statunitense (n. 1957)
- 2012 - Bernardino Alvaro Jovannitti, politico italiano (n. 1933)
- 2012 - Roland Moreno, inventore e imprenditore francese (n. 1945)
- 2012 - Lino Puglisi, baritono e attore italiano (n. 1930)
- 2012 - Mario Sabbatella, calciatore argentino (n. 1926)
- 2012 - Rolando Tamburini, politico e sindacalista italiano (n. 1923)
- 2012 - Jean Tschabold, ginnasta svizzero (n. 1925)
- 2012 - Ervin Zádor, pallanuotista ungherese (n. 1935)
- 2013 - Pietro Garlato, vescovo cattolico italiano (n. 1928)
- 2013 - John La Montaine, compositore e pianista statunitense (n. 1920)
- 2013 - Michela Roc, attrice italiana (n. 1941)
- 2013 - Mariánna Zaharíadi, astista greca (n. 1990)
- 2014 - Frank Budd, velocista e giocatore di football americano statunitense (n. 1939)
- 2014 - Al Feldstein, scrittore, fumettista e pittore statunitense (n. 1925)
- 2014 - Beverly Baker Fleitz, tennista statunitense (n. 1930)
- 2014 - Paul Goddard, bassista e compositore statunitense (n. 1945)
- 2014 - Bob Hoskins, attore britannico (n. 1942)
- 2014 - Norma Pons, attrice argentina (n. 1943)
- 2015 - Giovanni Canestri, cardinale e arcivescovo cattolico italiano (n. 1918)
- 2015 - Marjory Gordon, infermiera, docente e scrittrice statunitense (n. 1931)
- 2015 - Nicholas Gruner, presbitero, scrittore e teologo canadese (n. 1942)
- 2015 - Valmir Louruz, allenatore di calcio brasiliano (n. 1944)
- 2015 - Vardan Militosyan, sollevatore sovietico (n. 1950)
- 2016 - Georgi Hristov, cestista bulgaro (n. 1945)
- 2016 - Adriano Maschietto, calciatore italiano (n. 1939)
- 2017 - Diego Natale Bona, vescovo cattolico italiano (n. 1926)
- 2017 - William M. Hoffman, drammaturgo, sceneggiatore e librettista statunitense (n. 1939)
- 2017 - Saeed Karimian, imprenditore iraniano (n. 1972)
- 2017 - Lidia Pitteri, ginnasta italiana (n. 1933)
- 2017 - Leonardo Zanier, sindacalista, politico e poeta italiano (n. 1935)
- 2017 - Rino Zurzolo, contrabbassista italiano (n. 1958)
- 2018 - Luis García Meza Tejada, generale e politico boliviano (n. 1929)
- 2018 - Simone La Terra, alpinista italiano (n. 1981)
- 2018 - Rose Laurens, cantautrice francese (n. 1951)
- 2018 - Robert Mandan, attore statunitense (n. 1932)
- 2018 - Lester James Peries, regista cingalese (n. 1919)
- 2018 - Liliana Ursino, annunciatrice televisiva italiana (n. 1947)
- 2019 - Carlo Mario Abate, pilota automobilistico italiano (n. 1932)
- 2019 - Stevie Chalmers, calciatore scozzese (n. 1936)
- 2019 - Sergio Giovannone, calciatore e allenatore di calcio italiano (n. 1956)
- 2019 - Gino Marchetti, giocatore di football americano statunitense (n. 1926)
- 2019 - John Llewellyn Moxey, regista britannico (n. 1925)
- 2019 - Les Murray, poeta e scrittore australiano (n. 1938)
- 2019 - Rodrigues Neto, allenatore di calcio e calciatore brasiliano (n. 1949)
- 2019 - Josef Šural, calciatore ceco (n. 1990)
- 2019 - Ellen Tauscher, politica statunitense (n. 1951)
- 2019 - Albert-Marie de Monléon, vescovo cattolico francese (n. 1937)
- 2020 - Gian Mario Bravo, storico e saggista italiano (n. 1934)
- 2020 - Germano Celant, critico d'arte e direttore artistico italiano (n. 1940)
- 2020 - Trevor Cherry, calciatore e allenatore di calcio inglese (n. 1948)
- 2020 - Marcella Continanza, giornalista e scrittrice italiana (n. 1940)
- 2020 - Giacomo Dalla Torre del Tempio di Sanguinetto, archeologo e religioso italiano (n. 1944)
- 2020 - Allan Gauden, calciatore e allenatore di calcio inglese (n. 1944)
- 2020 - Gerson Victalino, cestista brasiliano (n. 1959)
- 2020 - Denis Goldberg, politico e attivista sudafricano (n. 1933)
- 2020 - Yahya Hassan, poeta e politico danese (n. 1995)
- 2020 - Irrfan Khan, attore indiano (n. 1967)
- 2020 - John Lafia, regista e produttore cinematografico statunitense (n. 1957)
- 2020 - Mario von Ledebur-Wicheln, diplomatico liechtensteinese (n. 1931)
- 2020 - Jānis Lūsis, giavellottista sovietico (n. 1939)
- 2020 - Gian Battista Odone, calciatore italiano (n. 1928)
- 2020 - Matty Simmons, produttore cinematografico e editore statunitense (n. 1926)
- 2020 - Maj Sjöwall, scrittrice, giornalista e traduttrice svedese (n. 1935)
- 2020 - Roger Westman, architetto britannico (n. 1939)
- 2021 - Mongashti Amirian, sollevatore iraniano (n. 1936)
- 2021 - Hans van Baalen, politico olandese (n. 1960)
- 2021 - Johnny Crawford, attore, cantante e musicista statunitense (n. 1946)
- 2021 - John Hinch, batterista britannico (n. 1947)
- 2021 - Kazimierz Kord, direttore d'orchestra polacco (n. 1930)
- 2021 - Anne Buydens, filantropa, produttrice cinematografica e attrice statunitense (n. 1919)
- 2021 - Frank McRae, attore e giocatore di football americano statunitense (n. 1941)
- 2021 - Filippo Mondelli, canottiere italiano (n. 1994)
- 2021 - Onésimo Silveira, scrittore, politico e diplomatico capoverdiano (n. 1935)
- 2021 - Muhammad bin Talal, principe giordano (n. 1940)
- 2021 - Liuwe Tamminga, organista e clavicembalista olandese (n. 1953)
- 2021 - Zhang Enhua, calciatore cinese (n. 1973)
- 2022 - Joanna Barnes, attrice statunitense (n. 1934)
- 2022 - Franco Bile, magistrato italiano (n. 1929)
- 2022 - Clive Griffiths, calciatore gallese (n. 1955)
- 2022 - Mike Hagerty, attore statunitense (n. 1954)
- 2022 - Luigi Locatelli, giornalista italiano (n. 1927)
- 2022 - Georgia Benkart, matematica statunitense (n. 1947)
- 2022 - Roland Robertson, sociologo britannico (n. 1938)
- 2023 - Abu al-Hussein al-Husseini al-Qurashi, terrorista iracheno (n. 1979)
- 2023 - Armando Foschi, politico italiano (n. 1928)
- 2023 - Jurij Petrov, calciatore russo (n. 1974)
- 2023 - István Vágó, conduttore televisivo, musicista e politico ungherese (n. 1949)
- 2024 - Mychajlo Fomenko, calciatore e allenatore di calcio sovietico (n. 1948)
- 2024 - Jean-Pierre Giudicelli, pentatleta francese (n. 1943)
- 2024 - Rudolf Kölbl, calciatore tedesco (n. 1937)
- 2024 - Andrew Stunell, politico britannico (n. 1942)
- 2025 - Angela Francese, politica italiana (n. 1950)
- 2025 - Jane Gardam, scrittrice britannica (n. 1928)
- 2025 - Renato Ischia, scultore e artista italiano (n. 1941)
- 2025 - Larry Johnson, cestista statunitense (n. 1954)
- 2025 - Mike Peters, musicista gallese (n. 1959)
- 2025 - David Tracy, teologo statunitense (n. 1939)
- 2025 - Ed Van Impe, hockeista su ghiaccio canadese (n. 1940)